# Herr Orsolya
Herr Orsolya (Tatabánya, 1984. november 23. –) magyar válogatott kézilabdakapus.

## Pályafutása
Herr Orsolya szülővárosában, Tatabányán kezdett kézilabdázni, innét került a győri csapathoz, ahol először a tartalékok között kapott lehetőséget, ahonnan hamar a nagycsapatba került. A 2003/2004-es szezont a Bp. Kőbánya Spartacus SC-nél töltötte kölcsönben. Szerződése a győri klubnál a 2008/2009-es szezon végéig szól.
A korosztályos válogatottakkal Európa-bajnokságról és világbajnokságról is van érme. Herr Orsolya a válogatottban 2005. március 23-án kapott lehetőséget a Győrben rendezett Szlovákia ellen 41-19-re megnyert találkozón. Azóta több világversenyen is védhette a magyar válogatott kapuját.
A 2009/2010-es szezonra az RK Podravka Vegeta csapatánál kezdte meg a felkészülést, azonban anyagi okokra hivatkozva a horvát csapat még a nyáron több légióssal együtt felbontotta a szerződését. Gyorsan sikerült új csapatot találnia, és a Váci NKSE-vel egyéves szerződést kötött. Vácon két évig védett, 2010-ben bajnoki bronzérmes lett a Németh András vezette csapattal, 2011-ben 4. helyezést ért el a klubjával.
A 2011/12-es szezonban a Siófok KC-ban védett, ahol a bajnokságban harmadik, illetve a Magyar kupában negyedik helyezést értek el.
A 2012/13-as szezontól újra a Győri Audi ETO KC kapusa.

## Sikerei

### Klubcsapatban
- Magyar bajnokság: 6-szoros győztes: 2005, 2006, 2008, 2009, 2013, 2014,
  - 2. helyezett: 2004, 2007, 2015
  - 3. helyezett: 2001, 2002, 2003, 2010, 2012
- Magyar kupa: 8-szoros győztes: 2005, 2006, 2007, 2008, 2009, 2013, 2014, 2015
  - döntős: 2002
- Női EHF-bajnokok ligája:
  - győztes: 2013,2014
  - ezüstérmes: 2009
  - elődöntős: 2007, 2008
- EHF-kupagyőztesek Európa-kupája:
  - ezüstérmes: 2006
  - elődöntős: 2003
- EHF-kupa: ezüstérmes: 2002, 2004, 2005

### Válogatottban
- Junior Európa-bajnokság: 2. helyezett: 2002
- Junior világbajnokság: 2. helyezett: 2003
- Olimpia: 4. helyezett: 2008

## Díjai
- Magyar Köztársasági Ezüst Érdemkereszt (2008)